# Eremophila hillii
Eremophila hillii là một loài thực vật có hoa trong họ Huyền sâm. Loài này được E.A.Shaw mô tả khoa học đầu tiên năm 1967.